# Voyager (группа)
Voyager — прогрессив-метал-группа из  Перта, Западная Австралия, образованная в 1999 году. Выпустила семь полноформатных альбомов, седьмой студийный альбом Colours in the Sun вышел 1 ноября 2019 года на франко-американском метал-лейбле Season of Mist.
Выбраны представителями Австралии на «Евровидении-2023» с песней «Promise», в итоге заняли 9 место.

## История создания
В начале 90-х семья Дэниэла Эстрина, вокалиста и клавишника, приехала из Германии в Австралию. Отец Дэниэла знаменитый физик-материаловед, его пригласили работать в Университете Монаша в городе Перт, Западная Австралия. Дэниэл, который родился в городе Буххольц-ин-дер-Нордхайде, неподалеку от немецкого Гамбурга, уже с детства играл на скрипке и фортепиано. В подростковом возрасте, Дэниэл, который будучи многократным призером различных детских музыкальных конкурсов увлекся металом и электронной музыкой.
Поначалу было нелегко. Английского языка я не знал, австралийские дети не очень-то хорошо относились к иностранцам и мне пришлось пройти через немалые трудности. Может быть, именно из-за них я начал увлекаться музыкой жанра блэк-метал. Представляю себе ужас моих родителей, когда после многих лет занятий классической музыкой и побед на юношеских музыкальных конкурсах в Германии, я дал им послушать песни группы «Emperor»!
В 1998 Дэниэл берет псевдоним Nephil и создает группу Nachthimmel (нем. "ночное небо"), где является единственным участником. Он самостоятельно записывает клавишные, скрипку, гитары, бас и ударные.
В 1999 Дэниэл поступает в университет, где изучает право. Во время обучения, он объединяется с Марком Бейкером (физик, кандидат наук) и Адамом Ловкисом (искусствовед). Парни собрались вместе и решили создать мелодик-метал группу. Получилось неожиданно хорошо и вскоре юные музыканты поняли, что у группы есть потенциал. Затем к группе присоединился Марк де Ваттимо из Psychonaut.
С тех пор за долгие годы многие участники уходили и приходили. На данный момент из первоначального состава остался лишь Дэниел. Сам он сказал: "В начале я был самым молодым в своей группе, теперь я старше всех". К настоящему времени состав группы выглядит следующим образом:
- Daniel "Danny" Estrin – lead vocals (1999–present), keyboards, keytar (2000–present), guitar (1999–2000)
- Simone Dow – guitar (2006–present)
- Alex Canion – bass (2007–present), backing vocals (2008–present)
- Scott Kay – guitar (2010–present)
- Ashley Doodkorte – drums (2011–present)

## Дискография
Element V (Элемент V) – 04.04.2003 (V Music (VM 1X6V))
UniVers (Вселенная) – 10.01.2007 (Dockyard1 (DY100572))
I Am the Revolution (Я – революция) – 25.09.2009 (Riot! Entertainment (RIOT050CD))
The Meaning of I (Значение «Я») – 22.06.2011 (Riot! Entertainment (RIOTCD081))
V – 21.03.2014 (Iav (IAV1401))
Ghost Mile (Призрачная миля) – 12.05.2017 (Iav (IAV1701))
Colours in the Sun (Цвета на солнце) – 1.10.2019 (Season of Mist (SOM 533))
Fearless in Love (Бесстрашный в любви) – 14.07.2023 (Season of Mist (SOM 698))

## Интересные факты
- Дэниэл Эстрин, вокалист и клавишник, изначально был гитаристом группы. Но потом, когда из группы ушел клавишник, Дэниэл сказал:"В принципе, я не очень хороший гитарист, но неплохой клавишник".
- Дэниэл говорит в совершенстве на четырех языках: немецкий, английский, русский, французский. В частности, он говорит, что вырос на русскоязычной музыке и любит русскую попсу.
- У группы есть песни с фрагментами на русском и немецком. "Cross the Line", "The Eleventh Meridian", "A Beautiful Mistake", "Straight to the Other Side", "It's Time to Know", "Disconnected"
- Песни "It's Time to Know", "Disconnected"
- У Дэниэла есть своя юридическая фирма "Estrin & Saul", которая занимается миграционными вопросами. Фирме несколько раз присуждалось звание лучшей юридической фирмы года в городе Перт.
- 1988 Toyota MR2 Targa - первая машина Дэниэла. Именно ее можно увидеть на многих постерах группы, на сцене Евровидения и в нескольких клипах.
- Музыканты Voyager считают, что испытали большое влияние группы Type'O'Negative. Одна из песен "Iron Dream" посвящена памяти Питера Стила.
- Согласно сайту rateyoutmusic.com Voyager - это смесь прогрессивного метала, синтипопа, электронной музыки и транс метала. Ранние альбомы также относят и к пауэр-металу.[3]
- Сами Voyager себя назвали: "Epic Progressive Power Pop Melodic Epic Metal!"
- Клип "Seize the Day" - полностью смонтирован из фанатских видео